# Газовая сварка

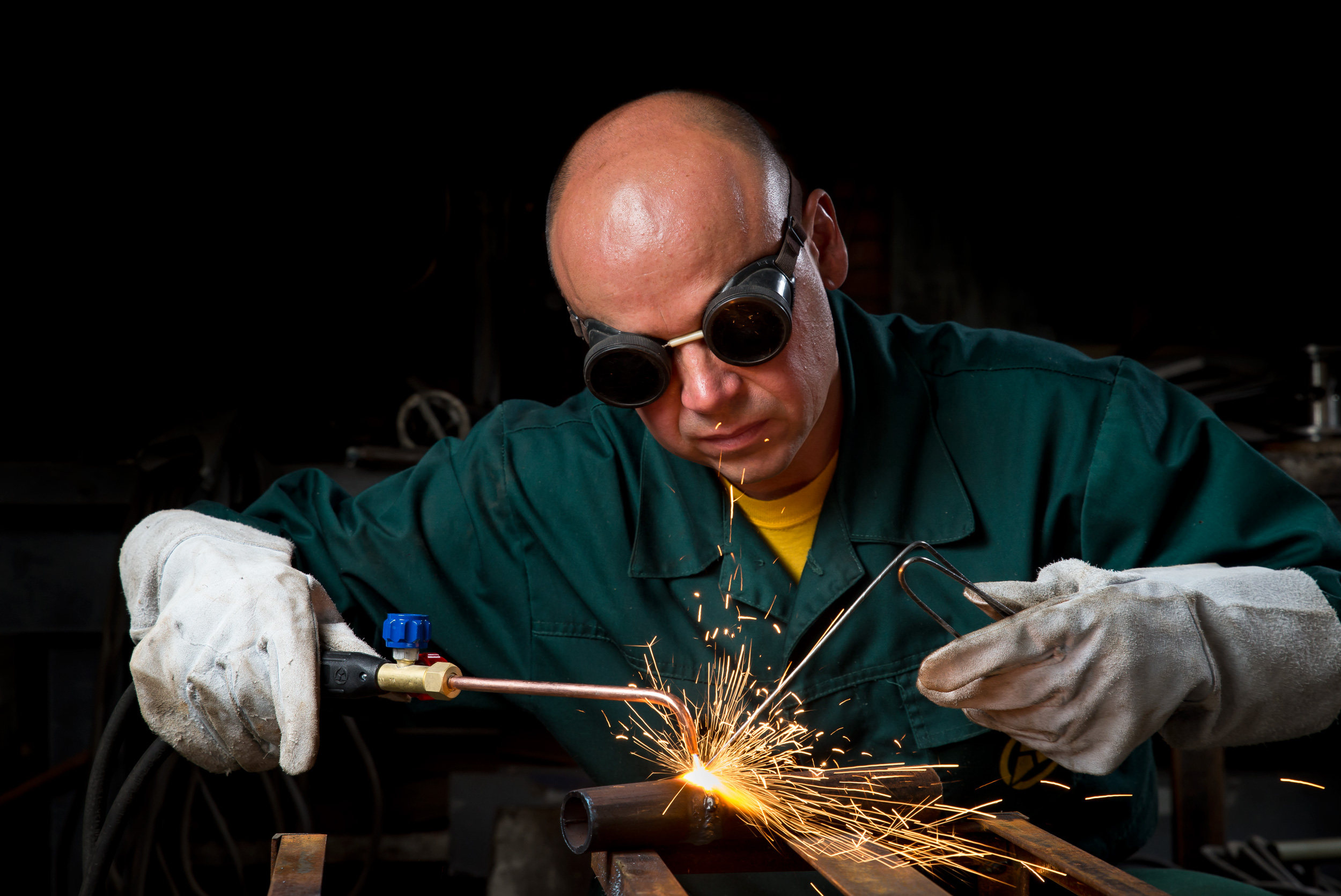
Ручная газовая сварка

Газовая, или газоплавильная сварка, также газосварка — сварка плавлением с применением смеси кислорода и горючего газа, преимущественно ацетилена; реже — водорода, пропана, бутана, блаугаза, бензина и так далее. Тепло, выделяющееся при горении смеси кислорода и горючего газа, оплавляет свариваемые поверхности и присадочный материал с образованием сварочной ванны — металла свариваемого шва, находящегося в жидком состоянии. Пламя может быть нормальным, окислительным или восстановительным, это регулируется количеством кислорода. В зависимости от состава основного металла выбирают состав присадочных прутков; а в зависимости от толщины основного металла — диаметр.

## Применение
Газовая сварка характеризуется плавным и медленным нагревом металла, что обусловливает основные области его применения для сварки:
- Стали толщиной 0,2—5 мм (с увеличением толщины металла, в связи с медленным нагревом, снижается производительность);
- Цветных металлов;
- Инструментальных сталей, требующих постепенного мягкого нагрева и замедленного охлаждения;
- Чугунов и некоторых специальных сталей, требующих нагрева при сварке.

Также применяется в ремонтных работах, твёрдой пайке и некоторых видах наплавочных работ.

## Характеристика
Преимущества:
- Менее сложное оборудование: По сравнению с методами электросварки, газовая сварка требует менее сложного и дорогостоящего оборудования;
- Доступность расходных материалов: Газ и газовые смеси для сварки и резки легкодоступны на рынке;
- Энергонезависимость: Газовая сварка не требует мощных источников энергии и не зависит от защитных сред, что делает её удобной в различных условиях;
- Управляемость пламени: Пламя газовой горелки или газовой смеси можно легко контролировать, изменяя его мощность, виды и регулируя нагрев деталей как при сварке, так и при резке.

Недостатки:
- Низкая скорость нагрева металлов: Процесс газовой сварки характеризуется относительно низкой скоростью нагрева металлов по сравнению с другими методами, такими ,как полуавтоматическая сварка. Это может быть недостатком в ситуациях, требующих быстрого выполнения сварочных работ;
- Широкая зона термического влияния: Газовая сварка приводит к значительному расширению зоны термического влияния, что может негативно сказаться на точности и качестве сварных соединений, особенно при работе с тонкими материалами;
- Рассеивание тепла: Тепло, выделяемое при газовой сварке, рассеивается менее эффективно, чем при дуговой. Это затрудняет контроль температуры и может привести к деформации и повреждениям материала;
- Высокий расход электроэнергии: Хотя электросварка может потреблять значительное количество электроэнергии, при более детальном рассмотрении оказывается, что использование ацетилена и кислорода менее экономично по сравнению с дуговой сваркой;
- Низкая тепловая концентрация: При увеличении толщины свариваемого материала тепловая концентрация газовой сварки снижается, что приводит к уменьшению производительности. Например, при толщине 1 мм скорость сварки составляет около 10 метров в час, а при толщине 1 см — всего 2 метра в час. Для деталей толщиной более 5 мм чаще всего используется дуговая сварка или сварка полуавтоматом/электродом;
- Сложности с автоматизацией: Газовая сварка плохо поддается автоматизации. Лишь в некоторых случаях, таких как сварка труб с тонкой стенкой в продольном шве с использованием многопламенной горелки, возможно частичное автоматизирование процесса. Это ограничивает применение газовой сварки в массовом производстве и на промышленных объектах.